# Lütke-Nunatak
Der Lütke-Nunatak (russisch Гора Литке, transkribiert Gora Litke) ist ein Nunatak im ostantarktischen Enderbyland. Er ragt 16 km östlich der Perow-Nunatakker in den Scott Mountains auf.
Teilnehmer einer von 1961 bis 1962 dauernden sowjetischen Antarktisexpedition benannten ihn nach ihrem Expeditionsschiff Lütke, einem nach Friedrich Benjamin von Lütke benannten Eisbrecher.